# Manuel Cótera
Manuel Cótera (* Esmeraldas, Ecuador, 13 de diciembre de 1978). es un exfutbolista ecuatoriano que jugaba de delantero en el Talleres de la Segunda Categoría.

## Clubes
| Club                   | País    | Año       |
| ---------------------- | ------- | --------- |
| Deportivo Quito        | Ecuador | 1997      |
| Espoli                 | Ecuador | 1998      |
| Deportivo Saquisilí    | Ecuador | 1999      |
| 3 de Julio             | Ecuador | 2000      |
| San Pedro              | Ecuador | 2001      |
| América de Quito       | Ecuador | 2002      |
| Espoli                 | Ecuador | 2003-2004 |
| Aucas                  | Ecuador | 2005      |
| El Nacional            | Ecuador | 2006      |
| Barcelona SC           | Ecuador | 2007      |
| Macará                 | Ecuador | 2008      |
| Liga de Portoviejo     | Ecuador | 2008-2009 |
| Espoli                 | Ecuador | 2010      |
| Técnico Universitario  | Ecuador | 2010      |
| Deportivo Quevedo      | Ecuador | 2011      |
| Águilas                | Ecuador | 2012      |
| River Ecuador          | Ecuador | 2012      |
| Huaquillas Fútbol Club | Ecuador | 2013      |
| Deportivo Azogues      | Ecuador | 2014      |
| Talleres               | Ecuador | 2015      |

### Campeonatos nacionales
| Título  | Club        | País    | Año  |
| ------- | ----------- | ------- | ---- |
| Serie A | El Nacional | Ecuador | 2006 |